# Best of (Mig 21)
Best of (2006) je album hudební skupiny Mig 21. Je na něm celkem dvacet jedna skladeb. Obal kompilace i její celý booklet, včetně plakátu graficky zpracovali Zuzana Lednická spolu s Bohumilem Vašákem ze Studia Najbrt.

## Obsah alba
Na albu jsou tyto skladby:
1. „Bývá mi úzko“
2. „Jaro léto podzim zima“
3. „Snadné je žít“
4. „Tančím“
5. „Jasno“
6. „Člun“
7. „Malotraktorem“
8. „Sviť, sviť, světlomete“
9. „Nocí půjdu sám“
10. „Skejt“
11. „Here comes the gun“
12. „V Litoměřicích“
13. „Vlajky vlají“
14. „Tát začal sníh“
15. „Petra a Gábina“
16. „Ho-ka-he“
17. „Slepic pírka“
18. „Žlutý dvojplošník“
19. „V dnešním světě kompjůtrů“
20. „Svěřím se ti, sněhuláku“
21. „Jestli jsem šťastnej“